# Hugo Garcia
Hugo Garcia est un gardien international angolais de rink hockey. Il évolue, en 2015, au sein du CD Paço de Arcos.

## Palmarès
En 2015, il participe au championnat du monde de rink hockey en France.